# Arron Monk
Arron Monk (Andover, 15 april 1990) is een Engels darter die uitkomt voor de PDC. Hij is de zoon van voormalig darter Colin Monk. In 2011 won Monk de eerste editie van het PDC World Youth Championship.

## Resultaten op wereldkampioenschappen

### PDC
- 2012: Laatste 64 (verloren van Kevin Painter met 1–3)
- 2013: Laatste 64 (verloren van Peter Wright met 0–3)
- 2014: Laatste 64 (verloren van Justin Pipe met 0–3)
- 2020: Laatste 96 (verloren van José Justicia met 0–3)

### PDC World Youth Championship
- 2011: winnaar (finale gewonnen van Michael van Gerwen met 6–4)
- 2012: Laatste 64 (verloren van Matthew Dicken met 2-5)
- 2013: Halve finale (verloren van Ricky Evans met 3-6)